# Rhacophorus nigropunctatus
Rhacophorus nigropunctatus là một loài ếch trong họ Rhacophoridae. Chúng được tìm thấy ở Trung Quốc, có thể ở cả Myanmar và Việt Nam.
Các môi trường sống tự nhiên của chúng là các khu rừng ôn hòa, rừng ẩm vùng đất thấp nhiệt đới hoặc cận nhiệt đới, các khu rừng vùng núi ẩm nhiệt đới hoặc cận nhiệt đới, vùng đất ẩm có cây bụi nhiệt đới hoặc cận nhiệt đới, sông, đầm nước ngọt, đầm nước ngọt có nước theo mùa, ao, và đất có tưới tiêu. Loài này đang bị đe dọa do mất môi trường sống.